# Assedio di Aquileia (388)
L'assedio di Aquileia del 388 fu l'episodio conclusivo e decisivo della spedizione condotta dall'imperatore d'Oriente Teodosio I contro l'usurpatore occidentale Magno Massimo, volta a ristabilire sul trono d'Occidente l'imperatore legittimo Valentiniano II.

## Contesto storico

### L'usurpazione di Magno Massimo
Nel 383, mentre l'imperatore Graziano era impegnato in una guerra con gli Alemanni, le truppe britanniche insorsero proclamando imperatore Magno Massimo, un generale che era stato inviato in Britannia ai tempi dell'imperatore Valentiniano I; Massimo sbarcò in Gallia con le truppe sotto il suo comando con la mira di detronizzare il figlio di Valentiniano, Graziano, e impadronirsi del trono. Secondo Zosimo, l'imperatore Graziano avrebbe provocato malcontento nel proprio esercito accogliendo nelle proprie armate mercenari alani e pagandoli meglio delle altre truppe: i mercenari alani erano ricompensati per i loro servigi con sontuosi doni, mentre gli altri soldati non ricevevano le medesime attenzioni e privilegi. Zosimo aggiunge che Massimo, originario dalla Spagna, fosse stato commilitone dell'imperatore Teodosio in Britannia e invidiava Teodosio perché, a differenza sua, era diventato imperatore: per tali motivi, potrebbe essersi deciso ad usurpare il trono.
Zosimo narra che Massimo, una volta sbarcato in Gallia, ottenne il sostegno delle truppe di stanza nella Germania (evidentemente le province di Germania Superiore e Germania Inferiore), che decisero di defezionare da Graziano. La battaglia decisiva tra Graziano e Massimo, combattuta nei pressi di Parigi e durata cinque giorni, si risolse in favore dell'usurpatore in seguito alla defezione delle truppe mauritane che militavano nell'esercito di Graziano. Secondo Zosimo, Graziano, disperando per la propria salvezza, avrebbe tentato la fuga, e, scortato da trecento cavalieri, avrebbe preso la via delle Alpi, marciando per la Rezia, il Norico, la Pannonia e la Mesia; ma sarebbe stato inseguito dal comandante della cavalleria di Massimo, Andragazio, e da lui raggiunto e ucciso mentre avrebbe tentato di attraversare un ponte nelle vicinanze di Singidunum. Il racconto di Zosimo viene in questo caso ritenuto in parte inattendibile in quanto fonti occidentali riferiscono che Graziano fu catturato e ucciso a Lugdunum (Lione) il 25 agosto 383. Data la somiglianza tra i due nomi, Zosimo potrebbe aver confuso le due città. Secondo Orosio, Graziano fu ucciso mentre tentava la fuga verso l'Italia. Secondo Girolamo, nel corso della fuga, le città incontrate lungo il tragitto gli negarono l'ingresso. Gli storici ecclesiastici greci Socrate Scolastico e Sozomeno confermano che Graziano fu ucciso a Lione, e narrano che il generale di Massimo, Andragazio, riuscì ad uccidere Graziano con un tranello: Andragazio prese possesso della carrozza imperiale, e inviò suoi complici a comunicare all'imperatore che la sua consorte stesse viaggiando verso il suo accampamento; Graziano, a tale notizia, si diresse verso la carrozza imperiale finendo nella trappola di Andragazio; catturato, fu ucciso poco tempo dopo. Secondo Ambrogio, invece, Graziano, dopo la cattura, fu ucciso proditoriamente nel corso di un banchetto; successivamente Massimo scrisse allo stesso Ambrogio sostenendo che non avesse dato a Andragazio l'ordine di uccidere Graziano.
Sempre secondo Zosimo, Massimo, dopo essersi insignorito della Gallia, inviò il proprio preposito del sacro cubiculo come ambasciatore presso Teodosio per chiedere il riconoscimento ad imperatore e un'alleanza militare. Teodosio per il momento acconsentì a riconoscere Massimo come imperatore, ma in realtà già stava provvedendo ad allestire le proprie armate per prepararsi a detronizzarlo, almeno secondo Zosimo. Nel frattempo, nel 386, il generale di Teodosio, Promoto, ottenne un notevole trionfo sui Goti Greutungi, che avevano invaso l'Impero: Teodosio arruolò parte dei Barbari vinti come mercenari affinché lo servissero nella guerra imminente contro Massimo.

### L'invasione dell'Italia
Nel frattempo Massimo radunò tutte le armate a sua disposizione per marciare in Italia: il pretesto con cui intendeva invadere l'Italia era impedire ogni introduzione di innovazioni in materia religiosa. La reggente di Valentiniano II, Giustina, essendo ariana, stava favorendo l'arianesimo, provocando le proteste dei cattolici, primo tra tutti il vescovo di Milano Ambrogio. Massimo, in una lettera conservatasi scritta a Valentiniano, prese le difese dei cattolici, presumibilmente sperando di ottenerne il sostegno contro Valentiniano e Giustina. Ma l'usurpatore indugiava ad intraprendere questa spedizione a causa della barriera protettiva delle Alpi, che rendeva difficoltosa un'invasione dell'Italia, e decise dunque di attendere un momento più opportuno.
Il momento opportuno si presentò allorché l'imperatore Valentiniano II da Aquileia inviò presso l'usurpatore l'ambasciatore Donnino, originario della Siria, chiedendo una pace più stabile; Massimo, trattato con molta cortesia l'ambasciatore, si offrì di spedire in Italia alcune truppe affinché assistessero l'imperatore Valentiniano II nel respingere le incursioni dei Barbari in Pannonia. In realtà tutto ciò era un inganno di Massimo che, con la sua armata, seguì di nascosto l'ambasciatore seguendo la sua stessa via, riuscendo così ad attraversare le Alpi senza difficoltà e invadendo l'Italia. Valentiniano II, che era stato costretto dalle esigenze dei tempi a riconoscerlo, almeno temporaneamente, come imperatore, di fronte all'avanzata dell'usurpatore, fuggì con sua madre Giustina e il prefetto del pretorio d'Italia Probo a Tessalonica.

## Preparativi della spedizione
Mentre Teodosio I era intento ad allestire i preparativi per la spedizione contro Massimo, per reinsediare sul trono d'Occidente Valentiniano II, era nato nel frattempo suo figlio Onorio. Al completamento dei preparativi, Teodosio lasciò suo figlio Arcadio a governare a Costantinopoli, e, accompagnato da parecchi senatori, procedette a Tessalonica, dove ricevette Valentiniano.
Secondo il resoconto prevenuto di Zosimo, ostile a Teodosio I, l'imperatore avrebbe tentato la via diplomatica proponendo di inviare un'ambasceria presso Massimo, per persuadere l'usurpatore di restituire l'Italia a Valentiniano II, in modo che l'Impero fosse spartito tra Teodosio I, Valentiniano II e Magno Massimo. Giustina, secondo almeno Zosimo, avrebbe deciso allora di agire di astuzia, facendo sì che sua figlia Galla corteggiasse Teodosio; Teodosio, essendo rimasto da poco vedovo ed essendosi innamorato di Galla, avrebbe chiesto a Giustina di acconsentire al matrimonio, ma costei rispose che avrebbe acconsentito alle nozze solo se Teodosio avesse vendicato l'uccisione di Graziano detronizzando Massimo. Secondo Zosimo, quindi, Teodosio si sarebbe deciso a condurre la spedizione contro Massimo per puri motivi amorosi, tra l'altro contraddicendosi avendo già affermato in precedenza che i preparativi per la campagna erano in atto già prima della fuga della corte di Valentiniano II a Tessalonica.
Conciliatosi l'affetto delle truppe con l'aumento dell'annona, Teodosio nominò Taziano prefetto del pretorio e Procolo prefetto della città e affidò a Promoto il comando della cavalleria e a Timasio il comando della fanteria. Rifiutò di concedere udienza, pur senza respingerla apertamente, all'ambasceria inviata da Massimo, e proseguì il suo viaggio verso l'Italia. Teodosio, stando al suo panegirista Pacato, intendeva dividere la sua armata in tre parti.
Inoltre si assicurò l'appoggio dei popoli barbari che gli «avevano promesso servizio volontario» (tra cui i Goti insediati all'interno dell'Impero nel 382), spingendoli a partecipare nella spedizione contro Massimo, in modo tale da rinforzare il proprio esercito e al contempo «rimuovere dalla frontiera forze dalla fedeltà dubbia». Pacato attesta che in effetti nella campagna contro Massimo l'esercito romano fu rinforzato da massicce quantità di mercenari Goti, Unni e Alani. Pacato loda la disciplina di queste truppe barbare, e afferma che «ora marciavano sotto insegne e comandanti romani quelli che un tempo erano i nemici di Roma», e che «ora riempivano di soldati le città della Pannonia che fino a poco tempo prima erano state svuotate da saccheggi ostili». Non bisogna però dimenticare che Pacato era un panegirista, e il fatto che queste truppe barbare fossero davvero disciplinate è messo in dubbio da altre fonti. Zosimo, per esempio, narra che Massimo riuscì a corrompere almeno parte dei mercenari barbari che militavano nell'esercito di Teodosio, spingendoli alla rivolta; quando Teodosio ne fu informato, tuttavia, i traditori barbari furono presto costretti a fuggire nelle paludi e nelle foreste della Macedonia, dove vennero diligentemente cercati e per lo più uccisi.
Dopo aver represso la rivolta dei mercenari barbari, Teodosio collocò Giustina con Galla e Valentiniano II su una nave, affidandoli alle cure dell'equipaggio che ricevette l'incarico di condurli in tutta sicurezza a Roma; Teodosio sperava che, una volta sbarcati in Italia, la popolazione li avrebbe accolti favorevolmente in quanto avversa all'usurpatore. Dopo aver così operato, Teodosio decise di riprendere la sua avanzata verso l'Italia: intendeva attraversare la Pannonia per poi assediare Aquileia, dove si era insediato l'usurpatore.

## Prime fasi della spedizione
Massimo, informato che Giustina con Galla e Valentiniano II stavano navigando verso l'Italia attraversando il Mar Ionio, inviò Andragazio con una flotta con l'incarico di intercettarli e catturarli; ma Andragazio non fece in tempo e, quando arrivò, il convoglio di Giustina aveva già attraversato lo stretto; Andragazio decise allora  di navigare lungo le coste adiacenti con la propria flotta, aspettandosi che Teodosio lo avrebbe attaccato in una battaglia navale; ma in realtà Teodosio stava procedendo verso l'Italia via terra, con l'intenzione di attraversare la Pannonia e assalire di sorpresa Aquileia.
Zosimo omette parte della campagna, che può essere ricostruita in parte dal panegirico di Pacato e in parte dalle leggi del Codice Teodosiano. Le leggi del Codice Teodosiano attestano che Teodosio si trovava a Tessalonica il 30 aprile 388, a Stobi il 16 giugno 388 e a Scupi il 21 giugno 388. Pacato e Ambrogio narrano che Teodosio vinse due battaglie contro l'armata dell'usurpatore, a Siscia, sulla Sava, e a Poetovio. In quest'ultima battaglia Teodosio si era scontrato con il grosso dell'esercito dell'usurpatore, condotto da Marcellino, fratello di Massimo. Dopo una battaglia molto combattuta da entrambe le parti, Teodosio ebbe la meglio sulle truppe di Marcellino, molte delle quali, temendo il peggio, abbassarono le armi, implorando perdono. Teodosio fu clemente con essi, incorporandoli nel proprio esercito. La città di Emona aprì rapidamente le porte a Teodosio, evitandogli un lungo assedio e aprendogli l'accesso alle Alpi Giulie.

## Assedio
Una volta presa Aquileia d'assalto e forzate le porte, essendo il numero di guardie a presidio delle porte troppo basso per opporvi resistenza, Teodosio, secondo quanto narra Zosimo, irruppe con la sua armata nella sala del trono di Massimo, mentre l'usurpatore era intento a pagare il salario alle proprie truppe. L'esercito di Teodosio fece scendere Massimo dal trono e lo portò a forza all'accampamento di Teodosio a tre miglia di distanza di Aquileia, dove fu dapprima interrogato e poi fatto decapitare dall'Imperatore. Era il 28 luglio 388 o, in alternativa, il 28 agosto dello stesso anno. Secondo Zosimo e Orosio, Andragazio, mentre conduceva la propria flotta nel Mar Ionio, quando apprese della sconfitta, si suicidò gettandosi in mare.
Gli storici ecclesiastici greci forniscono una versione dei fatti leggermente diversa e ritenuta maggiormente inattendibile, in quanto contrastante con le fonti latine. Secondo Socrate Scolastico, i soldati di Massimo avrebbero catturato l'usurpatore e lo avrebbero consegnato a Teodosio, il quale lo avrebbe fatto giustiziare. Tuttavia, il fatto che Socrate collochi l'esecuzione dell'usurpatore a Milano invece che ad Aquileia fa perdere di credibilità alla sua versione dei fatti. Secondo invece Sozomeno, che usò tra le sue fonti Socrate, i soldati di Massimo, indotti o dal timore di dover fronteggiare l'esercito di Teodosio o dal tradimento, uccisero essi stessi l'usurpatore. Ancora sempre secondo Sozomeno, Andragazio, non appena apprese dell'uccisione di Massimo, si suicidò gettandosi in un fiume con la sua armatura, in contrasto con fonti più accreditate che invece sostengono che si fosse gettato in mare, essendo ancora al largo con la sua flotta.

## Conseguenze
Mentre Teodosio era nel frattempo entrato in Italia, si diffusero versioni contrastanti sul successo delle sue armi. Si diffuse tra gli Ariani la versione infondata che Teodosio fosse stato sconfitto in battaglia e che fosse stato addirittura catturato dall'usurpatore e, assumendo la veridicità di ciò, incendiarono la casa di Nettario.
Nel frattempo, subito dopo l'esecuzione dell'usurpatore, Teodosio aveva ordinato al generale Arbogaste di giustiziare il figlio di Massimo, Flavio Vittore, che era stato associato al trono dall'usurpatore con il titolo di Cesare e che si trovava in quel momento in Gallia. Essendo terminata la guerra contro Massimo, Teodosio, accompagnato dal figlio Onorio, celebrò un trionfo a Roma il 13 giugno 389. Il panegirista Pacato loda la clemenza di Teodosio nei confronti di coloro che avevano appoggiato l'usurpatore, affermando che non sarebbero stati puniti né con la confisca dei beni, né con il carcere, né con la loro destituzione. Ciò non sembrerebbe, almeno in parte, trovare riscontro nelle leggi del Codice Teodosiano, le quali attestano che Teodosio annullò alcuni atti di Massimo, compresi quelli relativi alla concessione di cariche, e avrebbe ordinato la confisca almeno dei beni dell'usurpatore. La clemenza di Teodosio trova riscontro almeno nel caso del senatore romano Simmaco, resosi reo di aver scritto un panegirico in onore di Massimo. Quando seppe che era incriminato per alto tradimento, Simmaco cercò riparo in una chiesa dei Novaziani, e, tramite l'intercessione di Leonzio, vescovo della chiesa novaziana di Roma, ottenne il perdono da Teodosio. Riconoscente all'Imperatore, Simmaco compose uno scritto apologetico in onore di Teodosio e fu premiato con la nomina a console nel 391. Teodosio rimase per altri tre anni in Italia, fino al 391, ponendo la propria corte a Milano e affidando il governo della sola Prefettura del pretorio delle Gallie al suo giovane collega Valentiniano II.
Valentiniano II pose la propria corte in Gallia, dapprima a Treviri e poi a Vienne, sotto la tutela del generale franco Arbogaste. Con il ritorno di Teodosio in Oriente, Valentiniano riottenne il controllo della prefettura d'Italia, ma il suo potere effettivo era solo nominale, dato che il generale Arbogaste gli impediva di esercitarlo. Un frammento della Storia di Sulpicio Alessandro, preservato da Gregorio di Tours, afferma che:
(Gregorio di Tours, Historia Francorum, II, 9.)
Zosimo narra che Valentiniano II tentò di reagire consegnando ad Arbogaste una lettera con cui gli comunicava la sua destituzione; Arbogaste reagì distruggendo la lettera di licenziamento e rispondendogli sprezzantemente che non gli aveva conferito il comando e non glielo poteva togliere. Zosimo narra che Valentiniano scrisse anche alcune lettere a Teodosio, lamentandosi del fatto che Arbogaste lo avesse privato di ogni potere effettivo, ma l'Imperatore d'Oriente decise di non intervenire. Il 15 maggio 392 Valentiniano fu trovato impiccato nei pressi del proprio palazzo a Vienne: i sostenitori di Arbogaste sostennero la tesi del suicidio, e il 22 agosto 392 elessero come suo successore un certo Eugenio; ben presto emersero però forti sospetti che Valentiniano fosse stato strangolato nella camera da letto dagli eunuchi di corte per ordine di Arbogaste che poi avrebbe fatto in modo che sembrasse un suicidio. In ogni modo, non è da escludere che Valentiniano si fosse effettivamente suicidato e che la propaganda della corte di Teodosio avesse accusato Arbogaste ed Eugenio di aver complottato l'assassinio dell'Imperatore d'Occidente al solo fine di giustificare la spedizione contro l'usurpatore. In effetti, Teodosio non riconobbe Eugenio come suo collega, considerandolo un usurpatore e allestendo i preparativi per una nuova spedizione in Italia con il pretesto di vendicare l'assassinio di Valentiniano II. Il 5 settembre 394 nella Battaglia del Frigido l'armata di Teodosio ebbe la meglio su quella dell'usurpatore Eugenio e di Arbogaste: il primo fu giustiziato, mentre il secondo si suicidò per evitare la cattura. Teodosio si spense pochi mesi dopo, nel gennaio del 395, affidando le due partes dell'Impero ai suoi due figli Arcadio e Onorio, già da tempo associati al trono.